# 덴마크 공주 다우마

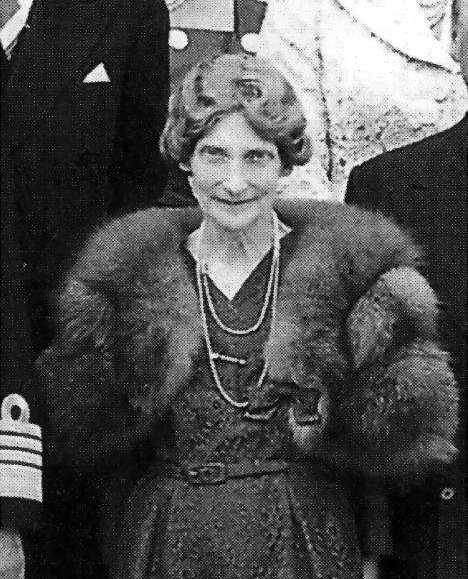
덴마크 공주 다우마

덴마크 공주 다우마(Princess Dagmar of Denmark, 1890년 5월 23일 ~ 1961년 10월 11일)는 덴마크 왕실의 일원이었다. 그녀는 덴마크의 프레데리크 8세와 그의 아내인 스웨덴의 루이세의 막내이자 넷째 딸이었다.